# 鳥浜貝塚
座標: 北緯35度33分15.6秒 東経135度54分02.6秒 / 北緯35.554333度 東経135.900722度

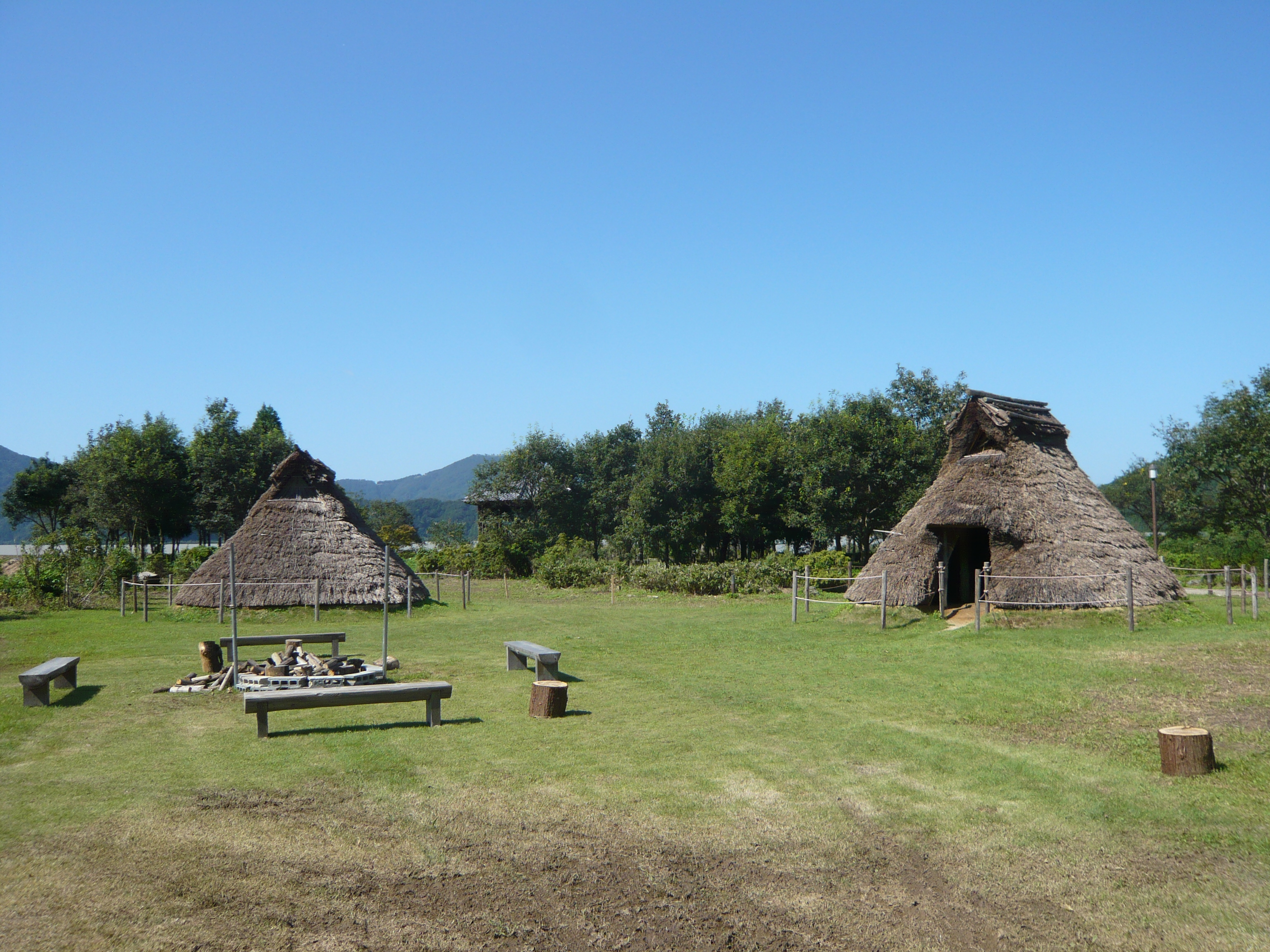
鳥浜貝塚の復元竪穴建物

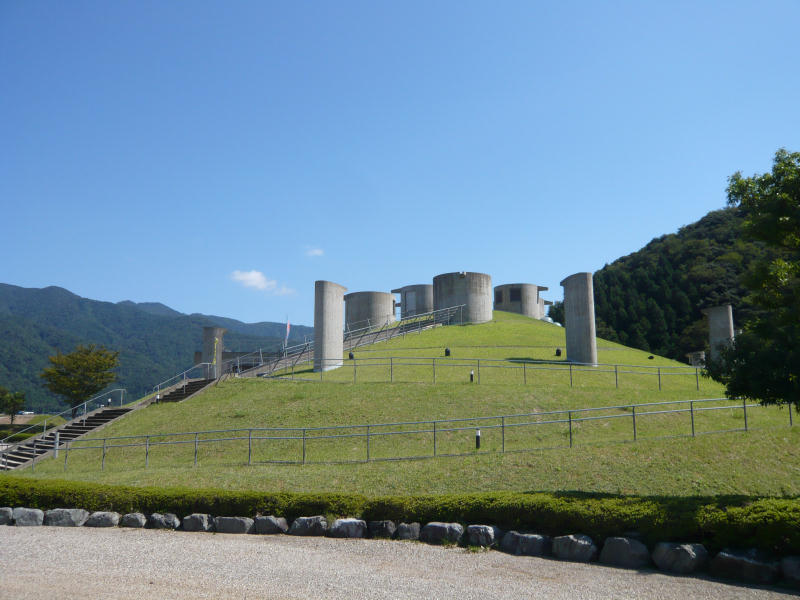
若狭三方縄文博物館

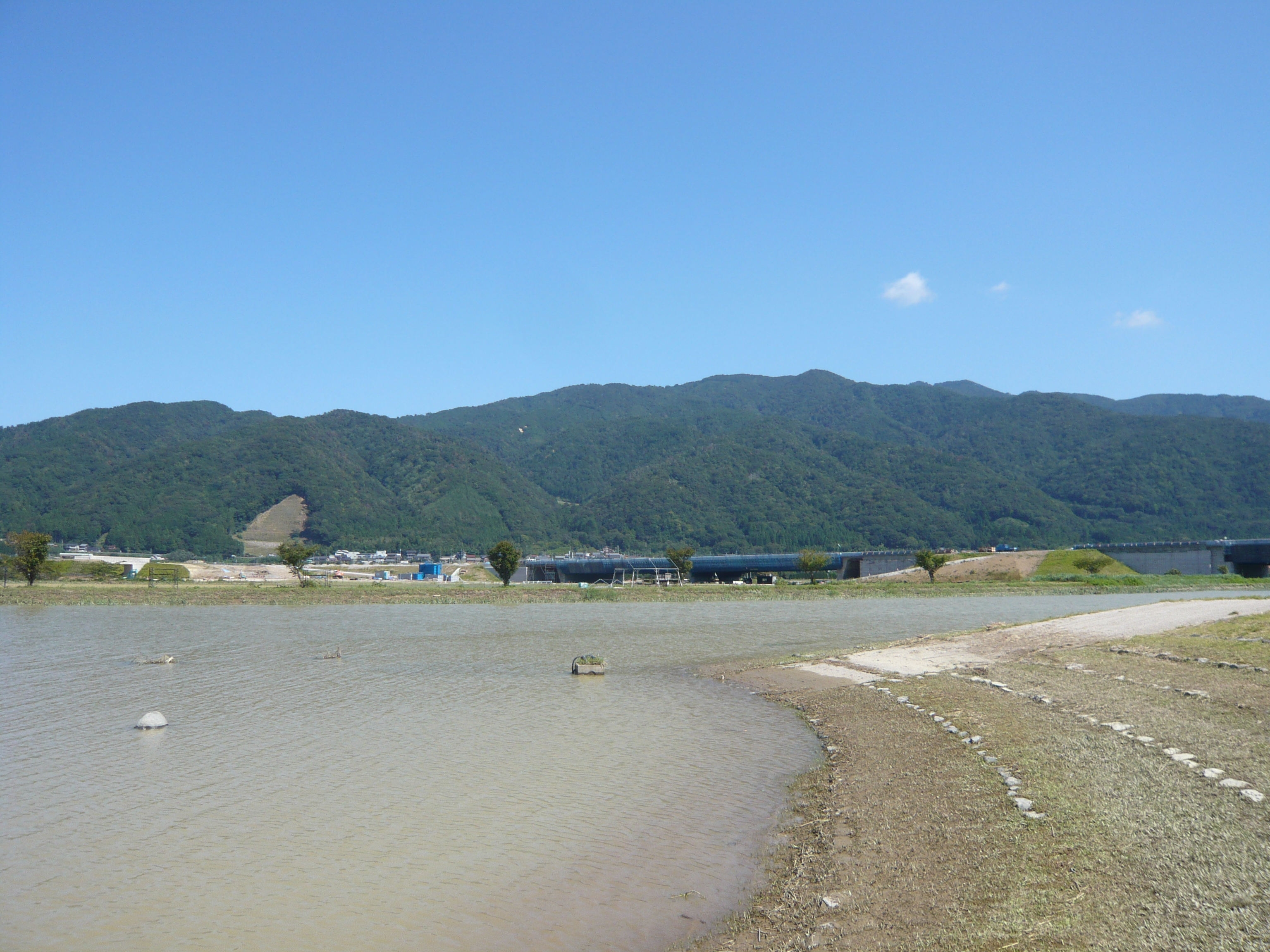
鳥浜貝塚前の三方湖。水陸の接するこの地に要衝としての集落が営まれた

鳥浜貝塚（とりはまかいづか）は、福井県三方上中郡若狭町に所在する縄文時代草創期から前期にかけて（今から約12,000〜5,000年前）の集落遺跡。保存良好な木製遺物等1376点が国の重要文化財に指定されている。若狭町の若狭三方縄文博物館に遺物が展示されている。近隣にはユリ遺跡がある。

## 概要
遺跡は若狭湾国定公園の三方五湖のなかの三方湖の南東の方向で町内をほぼ南北に流れる鰣川（はすかわ）とその支流高瀬川の合流地点一帯に広がっている。その規模は東西約100メートル、南北約60メートルの半月状と想定されている。当時は、椎山（しいやま）丘陵が西方から東方へ岬のように延びていて、三方湖はその丘陵の先端付近まで湾入していた。その丘陵南側斜面で3軒分の竪穴建物跡が検出され、集落があったことが分かる。その湖畔に鳥浜人が居住していた。今の若狭地方の拠点的集落であったのではないかと考えられている。
貝塚は地下3メートル（海抜0メートル）から7メートルの深いところに残っている。当時のゴミ捨て場は湖中であったが、現在までに約3メートルの土が堆積している。投棄されたものは、貝殻、動物骨、木や種子、葉、土器、石器、骨角器、木製品、漆製品、繊維製品など多彩である。この他、木の実の貯蔵穴なども検出されている。放射性炭素年代測定法によると、地下7メートルで今から約1万2000年前（縄文時代草創期）、約6メートルで約8000年前（縄文時代早期）、約3メートル下で約5500年前（縄文時代前期）であり、ムラは縄文時代前期の6000年〜5500年前が最盛期であったことが分かった。

## 発掘調査

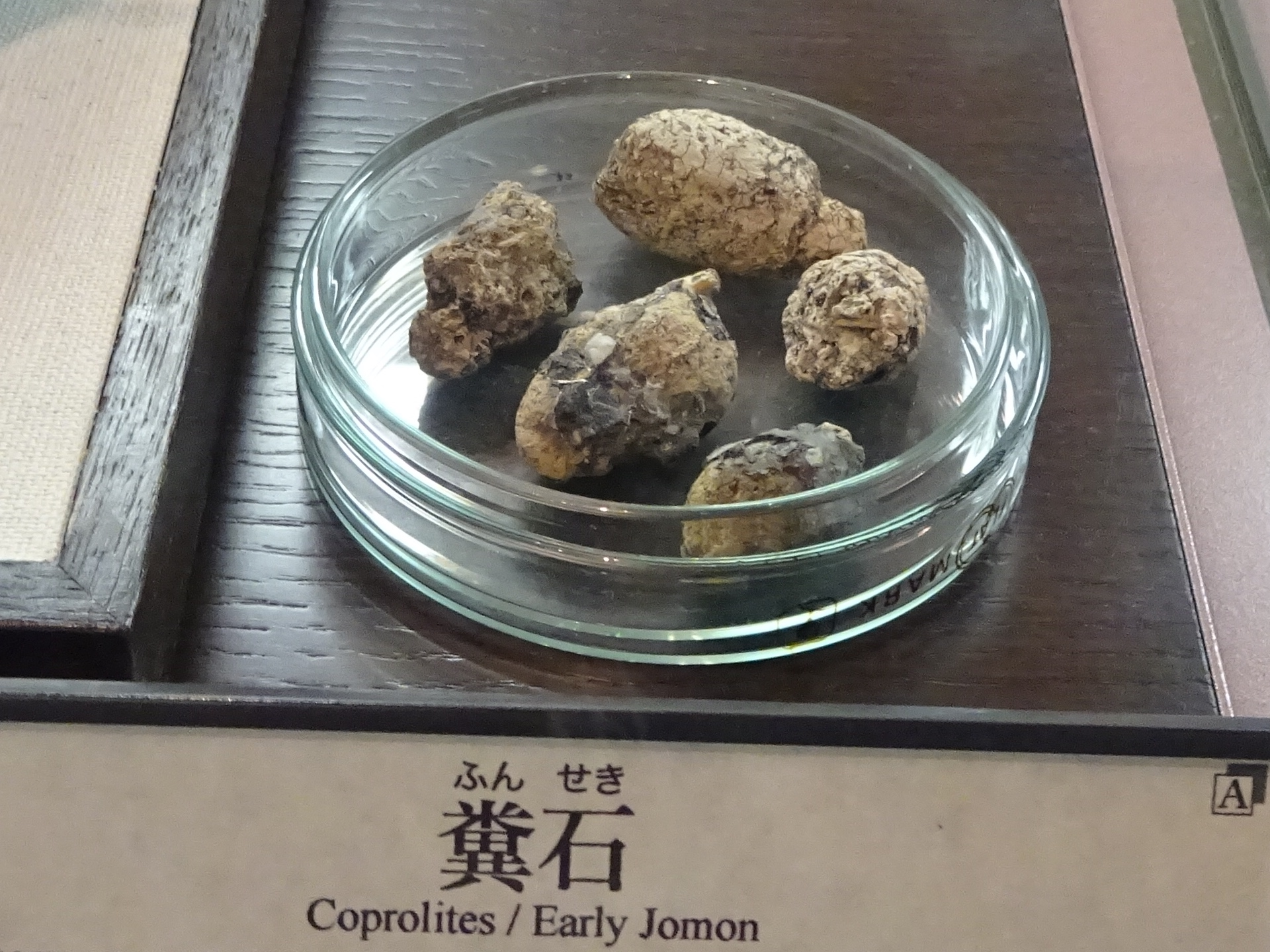
鳥浜貝塚出土の糞石。福井県立若狭歴史民俗資料館所蔵。新潟県立歴史博物館の展示。

第1次調査は1962年（昭和37年）に立教大学、同志社大学の共同調査で始められ、1975年（昭和50年）にははす川拡幅・護岸工事に伴い県教育委員会の緊急調査が始まり、1980年（昭和55年）から1985年（昭和60年）まで連続調査があり、10次にわたる調査が実施された。第3次調査までは、地下約3メートルの深さまで掘り進んだ。第4次調査から地下鉄工事のように鋼矢板を用いた。1975年（昭和50年）から考古学と主に自然科学分野の学際的研究が行われた。1980年から1985年までの連続調査では「縄文人の生業を復元してみよう」という統一テーマが設定された。
遺跡は、海抜0メートル〜-4.0メートルにある低湿地帯貝塚で、赤漆塗の櫛をはじめとする漆製品、石斧の柄、しゃもじ、スコップ状木製品、編物、縄などの有機物遺物やヒョウタン・ウリ・アサ・ゴボウ等の植物遺体、丸木舟、糞石など、通常は腐食して残りにくい貴重な遺物が、水漬けの状態で良好に保存されていたため、「縄文のタイムカプセル」と呼ばれることがある。また、網漁に用いられる縄文草創期の打欠石錘が出土しており、2002年時点で国内最古の石錘の出土事例とされている。
何度かの発掘で、約5,500年前の遺物層が約60センチメートルの厚さで検出され、その中には、ドングリ・クルミなど堅果（ナッツ）の種子層、魚骨やウロコなどの魚骨層、淡水産の貝殻の貝層が確認された。これらの堆積状況から、秋に採取した森の食べ物を秋から冬にかけて食べ、春には三方湖で魚や貝をとっていたことが分かった。また、土壌の水洗選別を行った結果、夏は若狭湾に回遊するマグロ・カツオ・ブリ・サワラなどの海水魚を捕って食べていたことがわかり、季節に応じた食生活の様相が明らかとなった。

### 丸木舟
鳥浜遺跡から1981年7月と1982年に丸木船が1隻ずつ出土した。前者は縄文時代前期のもので、当時この期の丸木舟としては日本最古であったので第1号丸木舟と名付けられた（1998年に京都府舞鶴市浦入遺跡でも同時期の丸木舟が出土している）。保存状態は良好であるが先端部分が失われている。船尾はとも綱を巻き付けたものか浅いくぼみが残っていて、長期間使用されたことが窺える。舟体は直径1メートルを超えるスギの大木を竹を縦に二つに割る要領で造ったと想像でき、内と外を削り、火に焦がしたりして造っている。舟底は平たい。長さ6.08メートル、最大幅63センチメートル、厚み3.5〜4センチメートル、内側の深さ26〜30センチメートル。後者は縄文時代後期（約3000年前）のもの船底のみが残っていた。現在の長さ3.4メートル、最大幅48セントメートル、厚みは4センチメートルで、内側には肋骨のように舟を補強するためのものか、または、漕ぐ時に足をかけるものかは不明だが、凸型の彫り出しがあった。材は第1号と同じくスギで造られており、第2号丸木舟と名付けられた。スギ材で造られている丸木舟は縄文時代では非常に珍しく、東日本で見つかっている舟は、イヌガヤ、ムクノキ、クリ、からなどで造られていた。丸木舟は、鳥浜の人の活躍の範囲を拡げたことであろうし、食料獲得に果たした効果も大きかったと推定される。
漁撈関係では、他にスズキ・マダイ・クロダイ・サメ・フグ・イルカ・シャチ・クジラの骨なども出土しており、淡水魚・海水魚・貝類・堅果・野菜など多様な食糧利用が明らかとなった。

### 建物跡
遺跡北部の椎山丘陵の南斜面部から竪穴建物跡3軒分が1984年に検出された建物跡は、1号から3号と名付けられた。1号建物跡は、平面の一辺が2.8メートル程の隅が丸い四角（隅丸方形）であり、2号建物跡は、平面の長径3.2メートル、短径2.4メートルの楕円形である。3号建物跡は痕跡である。1、2号共に床面のほぼ中央に囲炉裏が掘られていて、壁柱穴づくりである。これら3軒とも縄文時代前期のものである。

### 世界最古のウルシ
1984年に出土した木片を2011年に東北大学が調査したところ、およそ1万2600年前のウルシの枝であることが判った。ウルシは奈良時代以前に大陸から持ち込まれたとこれまで考えられていたが、さらにかなりさかのぼった縄文時代初期の可能性もあるが、日本国内に元々自生していた可能性も考えられる。